# Spathius longduensis
Spathius longduensis är en stekelart som beskrevs av Chen och Shi 2004. Spathius longduensis ingår i släktet Spathius och familjen bracksteklar. Inga underarter finns listade i Catalogue of Life.